# Xã Ford, Quận Kanabec, Minnesota
Xã Ford (tiếng Anh: Ford Township) là một xã thuộc quận Kanabec, tiểu bang Minnesota, Hoa Kỳ. Năm 2010, dân số của xã này là 195 người.